# Хърбърт Аптекър
Хърбърт Аптекър (на английски: Herbert Aptheker) е американски историк и публицист. Член на Комунистическата партия на САЩ. В течение на много години е професор по история в Училището за социални науки Джеферсън. През 1957 – 1963 г. е главен редактор на списание „Политикъл афеърс“. От 1964 г. е директор на Американския институт на марксистки изследвания.

## Биография
Хърбърт Аптекър е роден на 31 юли 1915 г. в Бруклин, Ню Йорк. През 1932 г., когато е на 16, съпровожда баща си при негова командировка в Алабама. Там научава за потисничество на афроамериканците и е шокиран от това, което вижда. При завръщането си в Бруклин, пише в училищния вестник статия, озаглавена „Тъмната страна на Юга“.
През 1936 г. завършва Колумбийския университет. След като получава бакалавърска степен по геология, Хърбърт започва аспирантура по американската история, с особен интерес към епохата на робството. През 1939 г. се присъединява към Комунистическата партия на САЩ, която според него дава пълно икономическо, социално и политическо равенство на афроамериканци. По време на Втората световна война той се присъединява към армията и участва в Операция „Овърлорд“. След демобилизацията той е ангажиран с изследователска работа. През 1943 г. получава докторска степен по философия.
През 1964 г. Хърбърт Аптекър оглавява създадения в Ню Йорк Американски институт за марксистки изследвания. От 1957 до 1991 г. работи в Националния комитет на КП на САЩ. От 1960 до 1970 г. е изпълнителен директор на Американския институт за марксистки изследвания. От края на 1960 г. Аптекър често чете лекции в колежи и университети.
През 1966 г. той посещава Виетнам и е един от първите учени, осъдили американските военни действия там.
Умира на 17 март 2003 г.